# سلجوق يونتام
سلجوق يونتام (بالتركية: Selçuk Yöntem)‏ هو ممثل ومقدم برامج تركي، وُلد في 13 يوليو 1953 في إسطنبول في تركيا. تخرج من المعهد العالي للفنون المسرحية في الكونسرفتوار الدولي بأنقرة بين عامي 1975 و1976. 

## حياة مهنية
بدأ مسيرته الفنية على خشبة المسرح الدولي في أنقرة عام 1977. وفي عام 1994، عمل كمخرج مسرحي لمسرحية "العالم السفلي"، ثم أخرج مسرحية "حكاية صوتها العالي" عام 1995، والتي حصل بسببها على جائزة أفضل مخرج مسرحي في العام نفسه. وقد حصل على العديد من الجوائز لإخراجه أعمالًا مسرحية مميزة مثل مسرحية "ضجة في ضوء القمر" للكاتب المسرحي الشهير خالدون دورمان، وذلك بين عامي 1997 و1998.
على صعيد التمثيل، شارك يونتام في أكثر من 20 عملًا مسرحيًا، العديد منها استمر عرضه لأكثر من عام، وحاز عدة مرات على جوائز أفضل ممثل مسرحي. من أبرزها جائزة أفضل ممثل عن مسرحية "المواسم الأربعة" عام 1986-1987، ومسرحية "بيض بالجبنة" عام 1988-1989، ومسرحية "دومرول المجنون" عام 1990-1991. كما قدم عدة أعمال مسرحية لإذاعة "تي آر تي راديو" في إسطنبول.
أما في المجال السينمائي والتلفزيوني، فقد شارك في أكثر من 40 مسلسلًا وفيلمًا سينمائيًا. حصل على جائزة أفضل ممثل ثانوي عن دوره في فيلم "مجمع ج" عام 1995، وظهر في مسلسلات شهيرة مثل "القلب الشجاع" عام 1999، و"وادي الذئاب" عام 2003 حيث لعب دور رجل الاستخبارات "أصلان آقبي".
في عام 2008، أدى دورًا بارزًا في مسلسل العشق الممنوع واستمر فيه حتى انتهائه في 2010، ليعود بعدها إلى المسرح. عام 2011، قَبِل دور "رؤوف بك" في مسلسل جرح الماضي على قناة تي آر تي الحكومية.
شارك أيضًا في مسلسل "الهاوية" عام 2012، الذي يتناول موضوع تجارة النساء في إسطنبول. ومن أحدث أعماله كان مسلسل "قصور اليوم" (Bugünün Saraylısı) الذي عُرض على قناة ATV التركية في عام 2013. بالإضافة إلى مسيرته الفنية، يُقدِّم يونتام حاليًا النسخة التركية من برنامج "من سيربح المليون".